# Hanna Faulhaber
Hanna Faulhaber (Aspen, 4 settembre 2004) è una sciatrice freestyle statunitense, specializzata nell'halfpipe.

## Biografia
Attiva a livello internazionale dal dicembre 2018, Hanna Faulhaber ha debuttato in Coppa del Mondo il 7 settembre 2019, giungendo 14ª nell'halfpipe a Cardrona. Il 30 dicembre 2021 ha ottenuto il suo primo podio  nel massimo circuito, classificandosi 2ª a Calgary, bella gara vinta dalla cinese Gu Ailing.
In carriera ha preso parte a un'edizione dei Giochi olimpici invernali e a una dei Campionati mondiali di freestyle.

## Palmarès

### Mondiali
- 1 medaglia:
  - 1 oro (halfpipe a Bakuriani 2023)

### Olimpiadi invernali giovanili
- 1 medaglia:
  - 1 bronzo (halfpipe a Losanna 2020)

### Winter X Games
- 1 medaglia:
  - 1 bronzo (halfpipe ad Aspen 2022)

### Coppa del Mondo
- Miglior piazzamento in classifica generale: 5ª nel 2022
- Miglior piazzamento nella Coppa del Mondo di halfpipe: 2ª nel 2022
- 5 podi:
  - 3 secondi posti
  - 2 terzi posti